# Bracon japellus
Bracon japellus är en stekelart som först beskrevs av William Harris Ashmead 1906.  Bracon japellus ingår i släktet Bracon och familjen bracksteklar. Inga underarter finns listade.